# Stadtwerke Leipzig

Logo bis Januar 2016

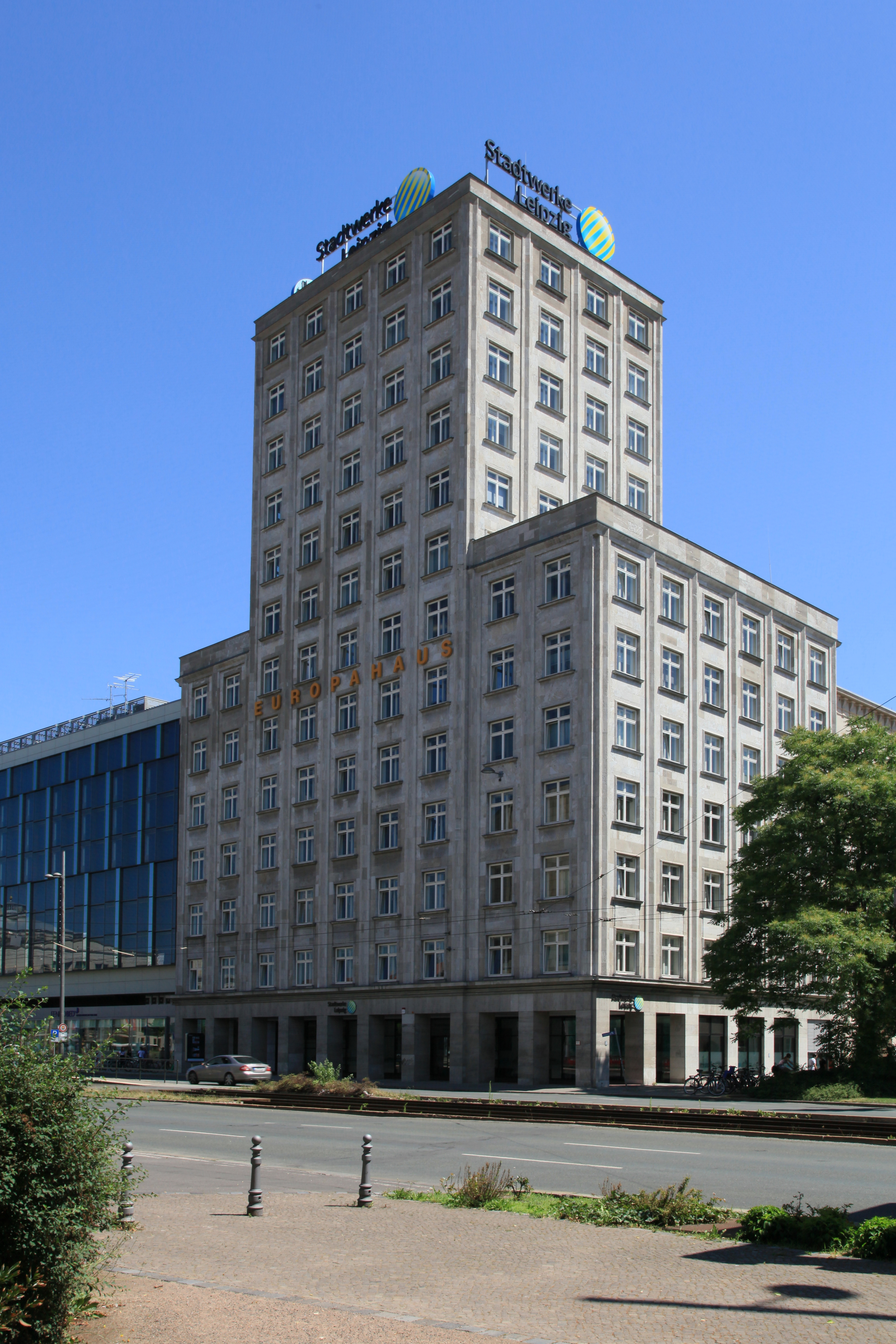
Standort im Europahaus am Augustusplatz (2015)

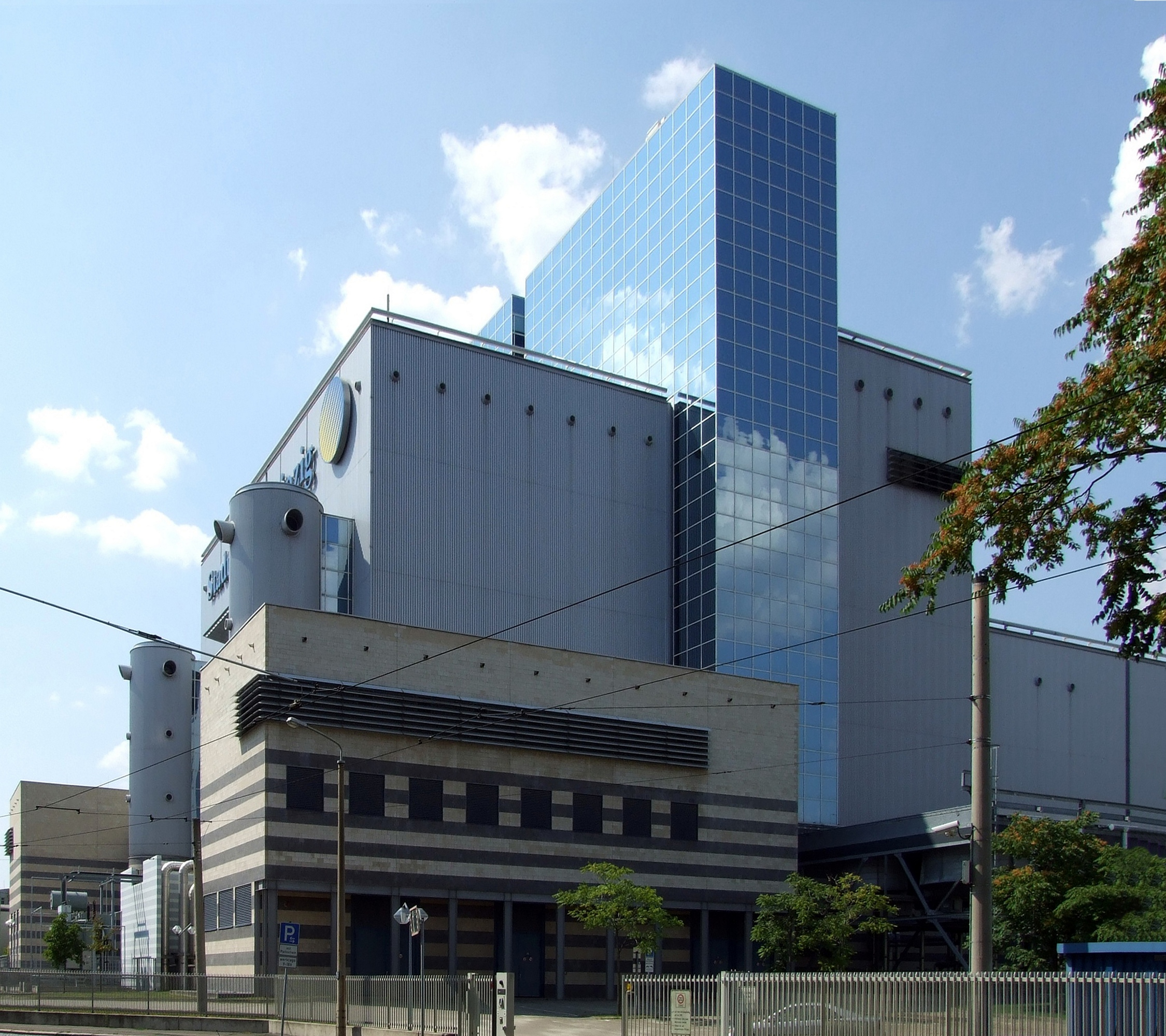
Gas-und-Dampf-Kombikraftwerk Leipzig Nord

Die Stadtwerke Leipzig sind ein kommunales Energieversorgungsunternehmen in Mitteldeutschland, das Strom, Erdgas sowie Fernwärme bereitstellt. Sie sind zu 100 % im Besitz der LVV Leipziger Versorgungs- und Verkehrsgesellschaft, an der die Stadt Leipzig zu 100 % beteiligt ist. Die LVV ist auch Mehrheitsgesellschafter der Leipziger Verkehrsbetriebe und Leipziger Wasserwerke.

## Geschichte
Der Leipziger Stadtrat beschloss im Jahr 1836 den Bau einer Gasbeleuchtungsanstalt. Diese wurde 1838 in Betrieb genommen. Um 1840 versorgte sie 877 öffentliche Flammen – Messehäuser, Hotels und Gaststuben sowie 60 Privatkunden, im Jahr 1870 versorgte das Werk rund 2000 Straßenlaternen. Als das Werk an seine Kapazitätsgrenzen stieß, wurde 1885 das zweite städtische Gaswerk in Connewitz fertiggestellt. 1895 wurde schließlich das erste städtische Elektrizitätswerk gegründet. 1912 kam es zur erstmaligen Fernwärmeversorgung für öffentliche Einrichtungen.
Einige Jahre nach dem Zweiten Weltkrieg wurden die Stadtwerke 1949 aufgelöst, daraufhin entstand ein Zusammenschluss der Kommunalen Wirtschaftsunternehmen (KWU). Mit der Eröffnung der KEW Kraftwerke Leipzig wurden 1954 die VEB Energieversorgung Leipzig gegründet. 1971 erfolgte der Abschluss der Gleichstromumstellung Leipzigs. Die Gaskokerei „Max Reimann“, die das Stadtgasnetz speiste, wurde ab 1977 schrittweise stillgelegt.
Nach der Wende entstand 1990 die Stadtwerke Wärmeversorgung und Anlagenreparatur Leipzig GmbH. Schließlich wurde am 1. Juli 1992 mit der Fusion dieser und der Kommunalen Gasversorgung die Stadtwerke Leipzig GmbH gegründet. Ein Jahr später wurde auch die Stromversorgung in die Gesellschaft übernommen. Nachdem es bei Probeläufen im Jahr 1994 in dem Heizkraftwerk Eutritzscher Straße GmbH & Co. KG zu einer Explosion kam, garantierte die Gesellschaft 1995 die verfügbare risikofreie Stromversorgung. 1996 wurde daraufhin die Gasnetz Leipzig GmbH & Co. KG gegründet.
1997 wurde die Mehrheitsgesellschaft LVV Leipziger Versorgungs- und Verkehrsgesellschaft ins Leben gerufen, die bis heute 100 % der Leipziger Stadtwerke besitzt. An diese Gesellschaft ist die Stadt Leipzig zu 100 % beteiligt. Im Jahr 1998 übernahm die Mitteldeutsche Energieversorgung AG (MEAG) 40 % der Stadtwerke Leipzig. Die Fernwärmenetz Leipzig GmbH & Co.KG wurde 1999 gegründet mit der die Verbundwarte für Strom, Gas und Fernwärme entstand. Dadurch folgten Beteiligungen dieser Verbundwarte an polnischen Energieversorgern. 2000 wurde das Betriebsgebäude „Leipzig Südost“ eingeweiht.
Im Juli 2019 beschloss der Aufsichtsrat der Leipziger Stadtwerke und der Leipziger Versorgungs- und Verkehrsgesellschaft ein Zukunftskonzept für eine nachhaltige Wärmeversorgung. Die kommunale Wärmeplanung der Stadt zielt darauf ab, bis 2038 die Bürger mit Wärme klimaneutral zu versorgen. Dazu gehört der Kohleausstieg bis 2025, danach soll keine Fernwärme mehr aus dem Kraftwerk Lippendorf bezogen werden.
Geplant ist auch der Bau einer Fernwärmeleitung vom Chemiepark Leuna nach Leipzig.

## Investitionen in Erzeugungsanlagen

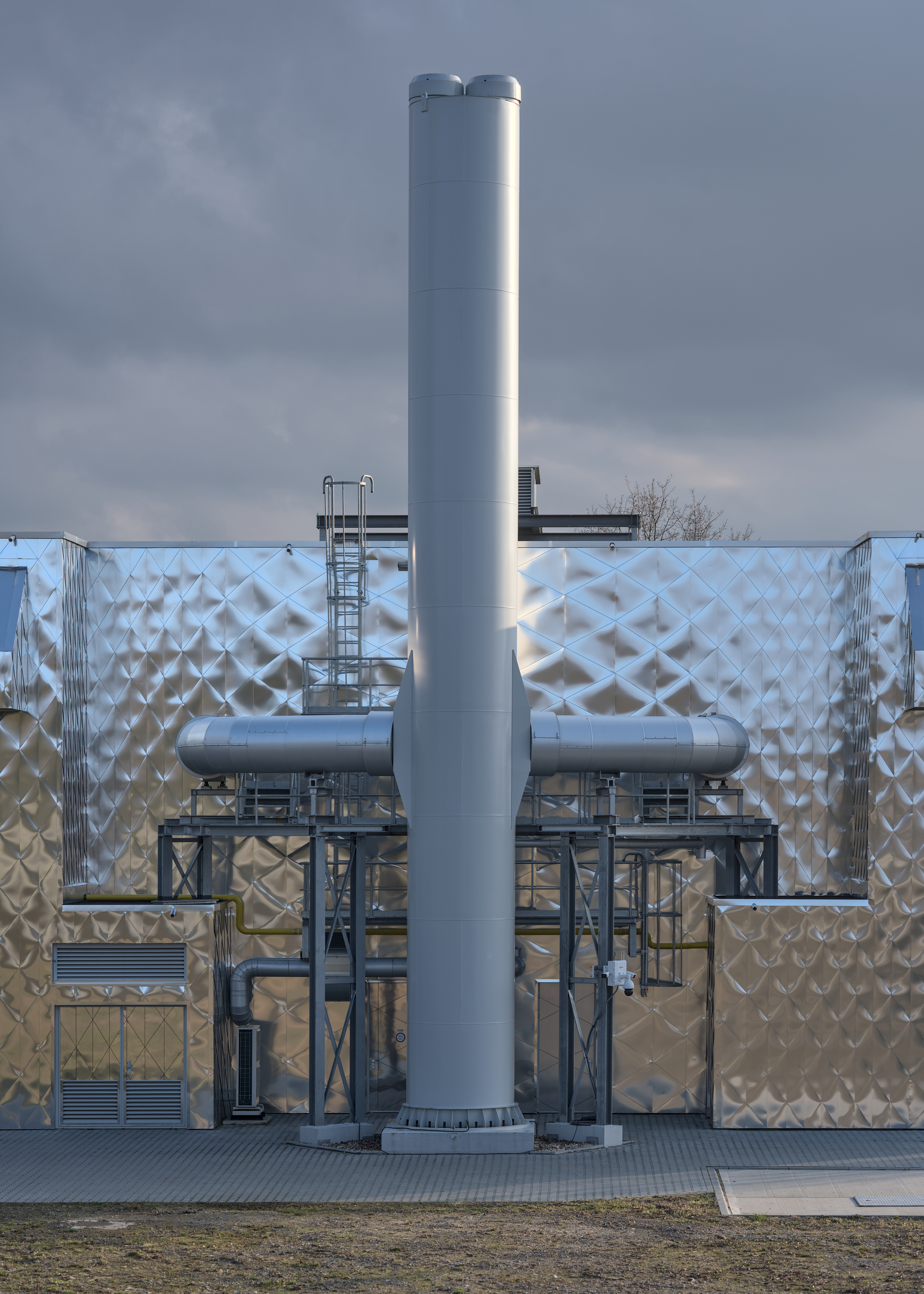
BHKW Möckern – Detail der Nordfassade

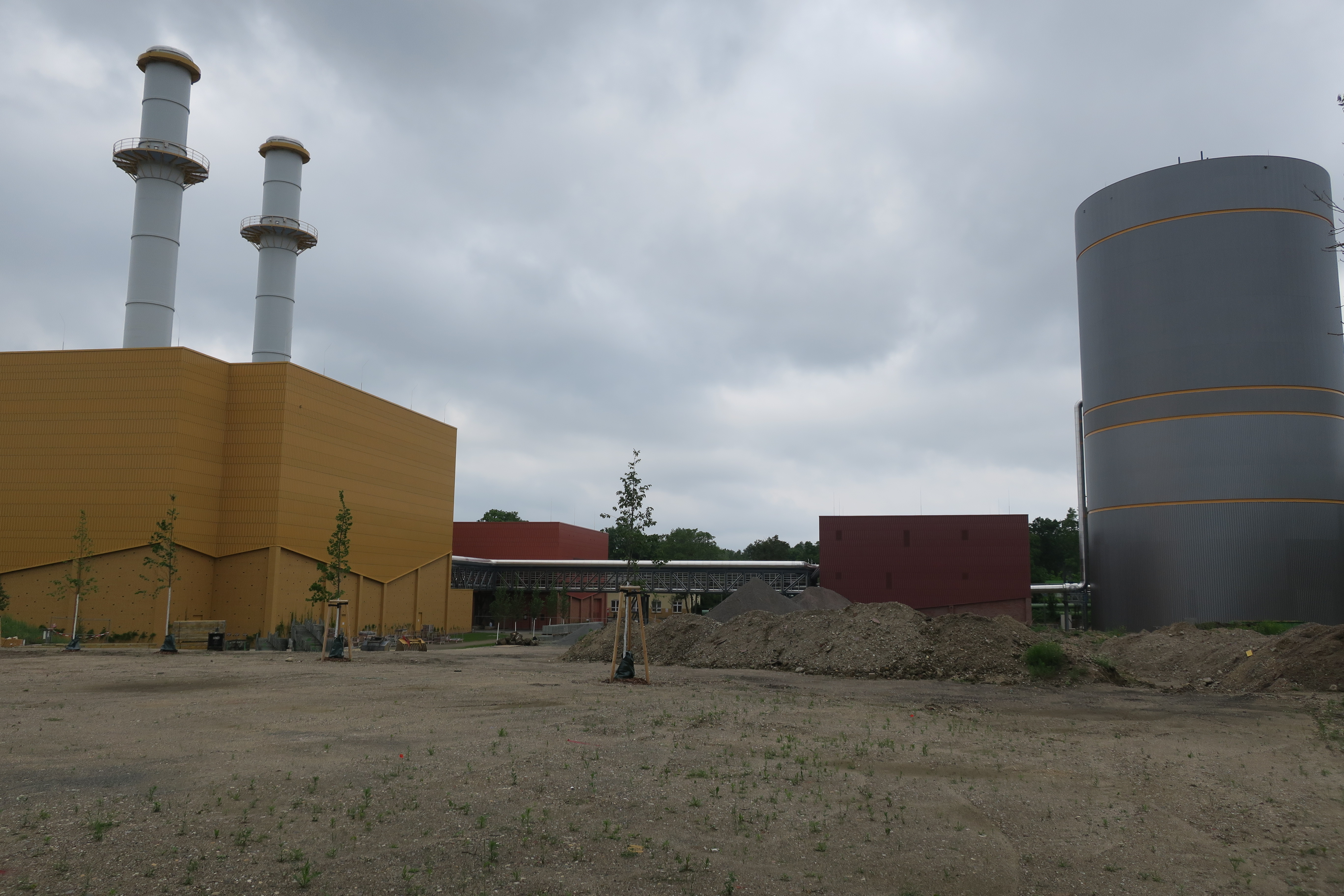
Heizkraftwerk Leipzig Süd mit Wärmespeicher, 2024

Als Mitgestalter der Energiewende stellen sich auch die Leipziger Stadtwerke strategisch und technisch auf die neuen Anforderungen ein. Ein wichtiger Schritt auf diesem Weg war beispielsweise die Modernisierung der Gas- und Dampfturbinenanlage, die Strom und Wärme erzeugt. Sie ermöglicht nun ein wirtschaftliches Arbeiten an den Energiemärkten.
Der Bau eines neuen Gaskraftwerks auf dem Gelände des früheren Heizkraftwerks Süd in Lößnig soll die Lieferung aus dem Kraftwerk Lippendorf substituieren. In das neue fossil betriebene Kraftwerk mit Kraft-Wärme-Kopplung wurde 150 Millionen Euro investiert. Davon entfallen 60 Millionen Euro auf zwei Gasturbinen des Typs Siemens Energy SGT-800 mit je 62 MWel Nennleistung. Zum Heizkraftwerk gehört auch ein Wärmespeicher mit einem Fassungsvermögen von 43.000 m³ Wasser. Durch den Speicher lässt sich das Kraftwerk flexibler einsetzen. Weiterhin haben die Leipziger Stadtwerke zusätzliche Heißwassererzeuger in Schönefeld und dem Stadtzentrum errichtet, um die Versorgungssicherheit für Wärme ganzjährig zu gewährleisten. Ergänzt werden soll die Wärmeversorgung durch ein Solarthermiekraftwerk, ein Biomassekraftwerk und dezentrale Blockheizkraftwerke. Im Jahr 2021 gingen zwei mit Erdgas betriebene Blockheizkraftwerke (BHKW) in den Ortsteilen Möckern und Lausen in Betrieb.
Die Leipziger Stadtwerke investieren schon seit vielen Jahren in Erneuerbare Energien, insbesondere für die ökologische Strom- und Wärmeerzeugung. Sie besitzen Biomasse-Kraftwerke in Sachsen-Anhalt und Thüringen und arbeiten in diesem Bereich seit 2019 mit Green City zusammen.

## Beteiligungen
- Netz Leipzig GmbH, 100 % – Verteilnetzbetreiber für Strom und Erdgas in Leipzig
- LAS GmbH, 100 % – Abrechnung und Services
- Leipziger Kommunale Energieeffizienz GmbH, 100 %
- Innvo Innovationsgesellschaft Management mbH, 100 %
- Leipziger Windpark Management GmbH, 100 %
- Kabelbau Leipzig GmbH, 100 %
- ELG Leipzig GmbH, 90 %
- Gdańskie Przedsiębiorstwo Energetyki Cieplnej (GPEC) Sp. z o.o., Danziger Fernwärmeunternehmen, 82,86 %[9]
- Thüringenwind GmbH & Co. Tüngeda KG, 70 %
- Erdgasversorgung Industriepark Leipzig Nord GmbH, 50 %
- Leipziger Erneuerbare Energien GmbH & Co. KG, 50 %
- Mitteldeutsche Erneuerbare Energien GmbH & Co. KG, 50 %
- Mittelsächsischer Windpark GmbH & Co. KG, 50 %
- Windpark Kyffhäuserland GmbH & Co. KG, 50 %
- Windpark Königshain-Wiederau GmbH & Co. KG, 50 %
- Windpark Hessenweg GmbH & Co. KG, 50 %
- Westsächsische Erneuerbare Energien GmbH & Co. KG, 50 %
- Meter1 GmbH & Co. KG, 33,33 %
- WEO GmbH & Co. KG, 33,33 %
- caplog-x GmbH, 31,33 %
- Heizkraftwerk Eutritzscher Straße GmbH & Co. KG i. L., 25,75 %
- 8KU Renewables GmbH, 12,50 %
- Trianel Erneuerbare Energien GmbH & Co. KG, 3,46 %
- FWNL Fernwärmenetz Leipzig GmbH & Co. KG i. L., 0,15 %

Stand: 2022

## Konzessionen

### Stromnetz
In den eingemeindeten Ortsteilen Böhlitz-Ehrenberg, Engelsdorf, Göbschelwitz, Hartmannsdorf, Hohenheida, Holzhausen, Knautnaundorf, Lausen, Liebertwolkwitz, Lindenthal, Lützschena, Miltitz, Mölkau, Plaußig, Radefeld-Gewerbegebiet, Seehausen, Stahmeln, Wiederitzsch und Burghausen-Rückmarsdorf sind die Strom-Konzessionsverträge 2010, 2011 und 2017 ausgelaufen. Altkonzessionär war Envia Mitteldeutsche Energie. 2011 erhielt Envia Mitteldeutsche Energie knapp den Zuschlag in einem Konzessionsvergabeverfahren nach § 46 EnWG. Die Stadt Leipzig wiederholte 2014 das Verfahren. Nun setzten sich die Stadtwerke Leipzig durch. Das Landgericht Leipzig bestätigte zwar die Vergabe an die Stadtwerke. Über die Herausgabe des Stromverteilnetzes wurde zwischen den Stadtwerken und Envia Mitteldeutsche Energie weiterhin (gerichtlich) gestritten. Beide Parteien einigten sich im September 2022 außergerichtlich. Es wurde eine Kooperation zwischen den Parteien beschlossen in welcher das Hochspannungsnetz in Leipzig betrifft.

### Gasnetz
In den eingemeindeten Ortsteilen Böhlitz-Ehrenberg, Engelsdorf, Hartmannsdorf, Holzhausen, Knautnaundorf, Lausen, Liebertwolkwitz, Lindenthal, Lützschena, Miltitz, Mölkau, Plaußig, Radefeld, Seehausen, Stahmeln, Wiederitzsch, Rückmarsdorf, Kleinpösna, Baalsdorf, Burghausen, Althen und Podelwitz sind die Gas-Konzessionsverträge zwischen 2011 und 2015 ausgelaufen. Altkonzessionär war MITGAS. 2015 erhielten die Stadtwerke Leipzig den Zuschlag in einem Konzessionsvergabeverfahren nach § 46 EnWG. Das Landgericht Leipzig bestätigte zunächst die Vergabe an die Stadtwerke. Daraufhin verlangen die Stadtwerke Leipzig die Herausgabe des Gasverteilnetzes von MITGAS. In erster Instanz gab das Landgericht Magdeburg den Stadtwerken Recht. Begründet wird dies im Wesentlichen mit einem Beurteilungsspielraum der Stadt Leipzig bei Aufstellung der Vergabe-Auswahlkriterien. Auf die Berufung von MITGAS vor dem Oberlandesgericht Naumburg wurde das Urteil des Landgerichts Magdeburg abgeändert und festgestellt, dass der zwischen der Stadt Leipzig und Stadtwerke Leipzig abgeschlossene Gaskonzessionsvertrag nichtig ist. Begründet wird dies mit energiewirtschaftsrechtlich unzulässigem Doppelmandat mehrerer Stadträte, die zugleich Aufsichtsräte der Stadtwerke waren. Dies bewirke eine Interessenkollision und ein Mitwirkungsverbot im Vergabeverfahren. Der Bundesgerichtshof folgte im Mai 2020 wiederum weitgehend dem Landgericht Magdeburg, bei dem das Verfahren jetzt wieder liegt. Der Interessenkonflikt sei bei einem Doppelmandatsträger nicht größer als bei einfachen Ratsmitgliedern. Eine Mitwirkung mache eine Vergabe nicht grundsätzlich nichtig, sofern es keine weitere unzulässige Einflussnahme gibt und das Verfahren transparent ist. Zudem sei die Entscheidung einstimmig gewesen. Beide Parteien einigten sich im September 2022 außergerichtlich.